# Nigel Mansell
Temple international de la renommée du sport automobile 2005
Nigel Mansell est un pilote automobile britannique né le 8 août 1953 à Upton-upon-Severn (Worcestershire).  Il a pris le départ de 187 Grands Prix de Formule 1, obtenu 482 points, remporté 31 victoires, 32 pole positions et gagné le championnat du monde de Formule 1 en 1992. Il a également triomphé dans le championnat américain d'IndyCar (CART) en 1993.

## Biographie

### Des débuts difficiles

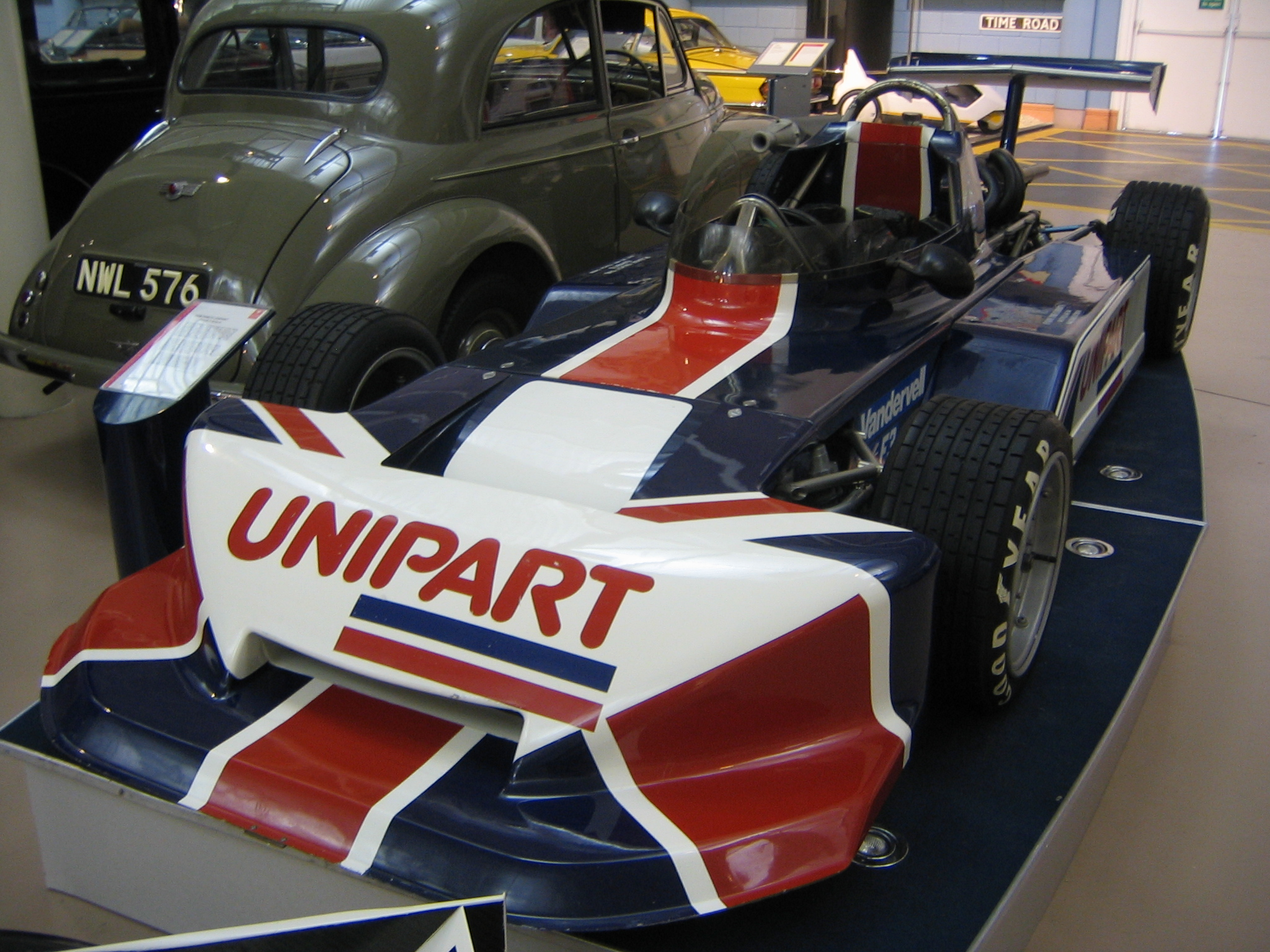
La March-Triumph de Formule 3 de Mansell en 1978

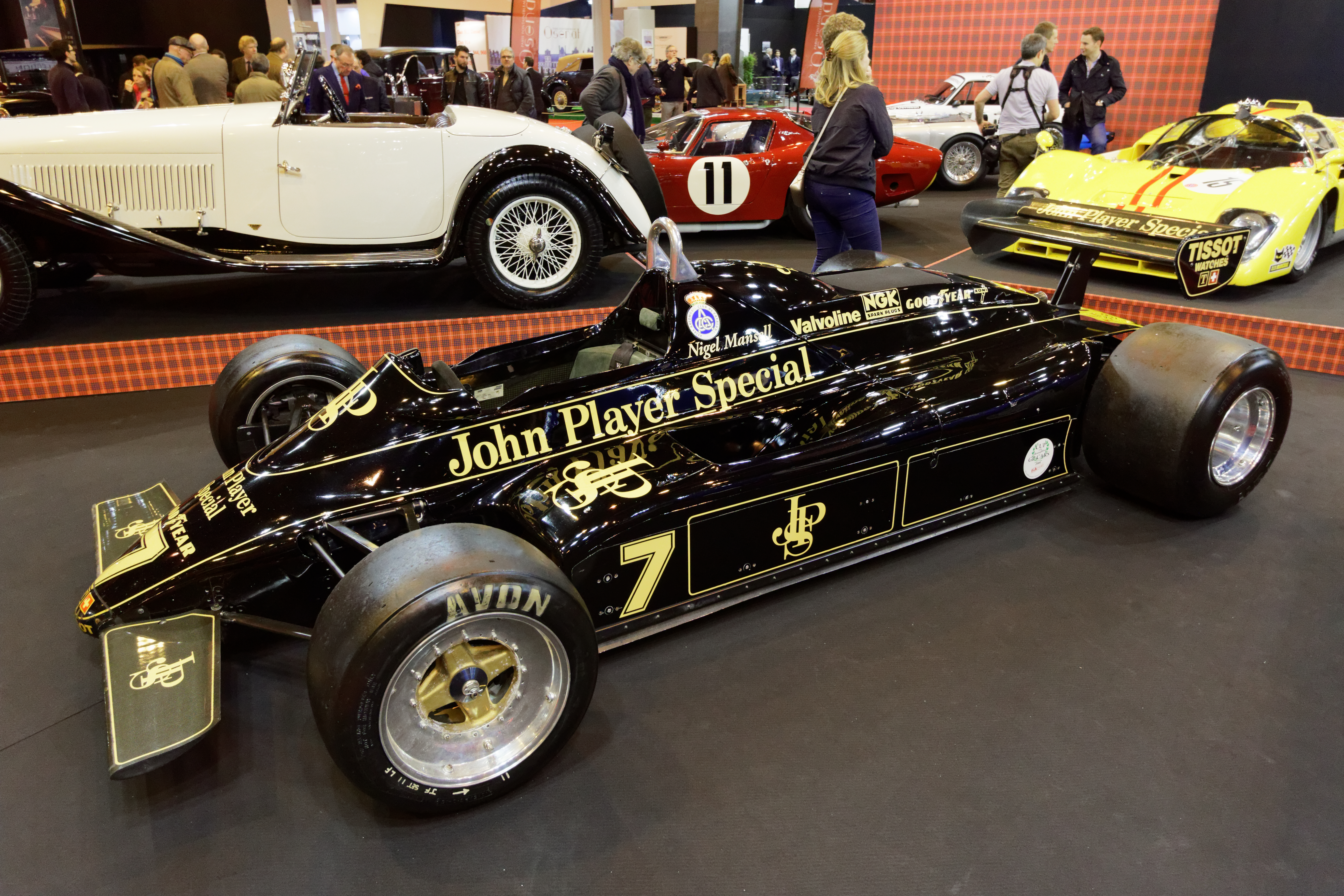
La Lotus 91-7 de Mansell en 1982.

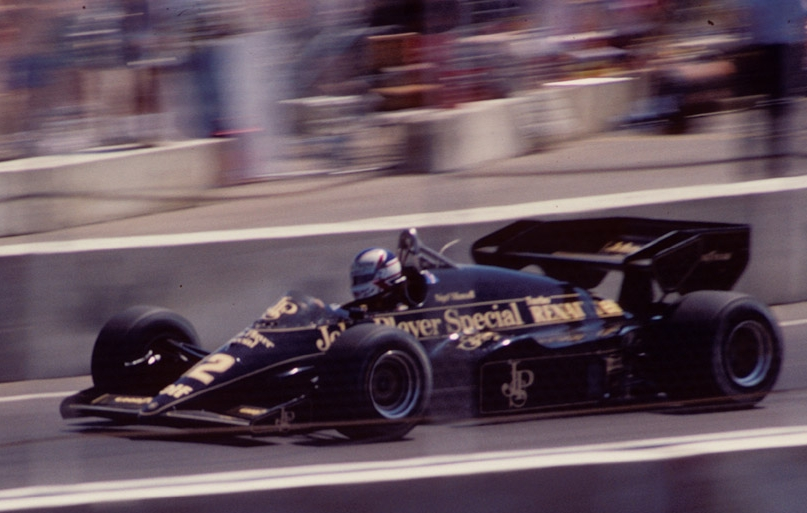
Nigel Mansell sur Lotus 95T à Dallas en 1984

Nigel passe la majeure partie de son enfance, de ses années adolescentes et de jeune adulte à Hall Green et à Birmingham. Il est écolier à l'école Roselyn, puis au Bilatéral de Hall Green, avant d'aller étudier la technologie au collège Matthew Boulton.
Il commence tout doucement sa carrière de pilote, utilisant ses propres deniers pour grimper les échelons. Grâce à une bonne saison de Formule 3 britannique 1979, il parvient à obtenir un test avec l'équipe Lotus, la plus prestigieuse des écuries britanniques de l'heure. Le test s'avère suffisamment concluant pour que Colin Chapman, le directeur de Lotus, engage Mansell comme pilote d'essai de l'équipe pour la saison 1980. Particulièrement satisfait du travail de Mansell, Chapman va même plus loin et lui permet de prendre par deux fois le départ d'un GP cette année-là au volant d'une troisième Lotus (les pilotes titulaires étant Elio De Angelis et Mario Andretti). Sa première course, en Autriche, tourne par ailleurs au gag, une fuite d'essence lui occasionnant d'insupportables brûlures aux fesses.
Titularisé à partir de la saison 1981, Mansell ne peut se mettre en évidence tant les Lotus sont loin de leur lustre d'antan. La situation devient encore plus délicate à partir de décembre 1982 à la mort de Colin Chapman. Chapman tenait Mansell en très haute estime, tandis que la nouvelle direction de Lotus ne cache pas sa préférence pour l'autre pilote de l'écurie, l'élégant pilote romain Elio De Angelis, dont le style de pilotage tout en finesse contraste avec celui plus en force de Mansell. En 1984, pour sa dernière année chez Lotus, et grâce à l'apport du moteur V6 Renault Turbo, Mansell réalise quand même quelques jolis coups d'éclat, comme à Monaco sous le déluge, où il prend la tête du Grand Prix en mystifiant Alain Prost avant de partir à la faute, ou à Dallas où il signe la première pole position de sa carrière et mène le GP avant de s'effondrer (au sens propre comme au sens figuré) en vue de l'arrivée.

### De succès en succès

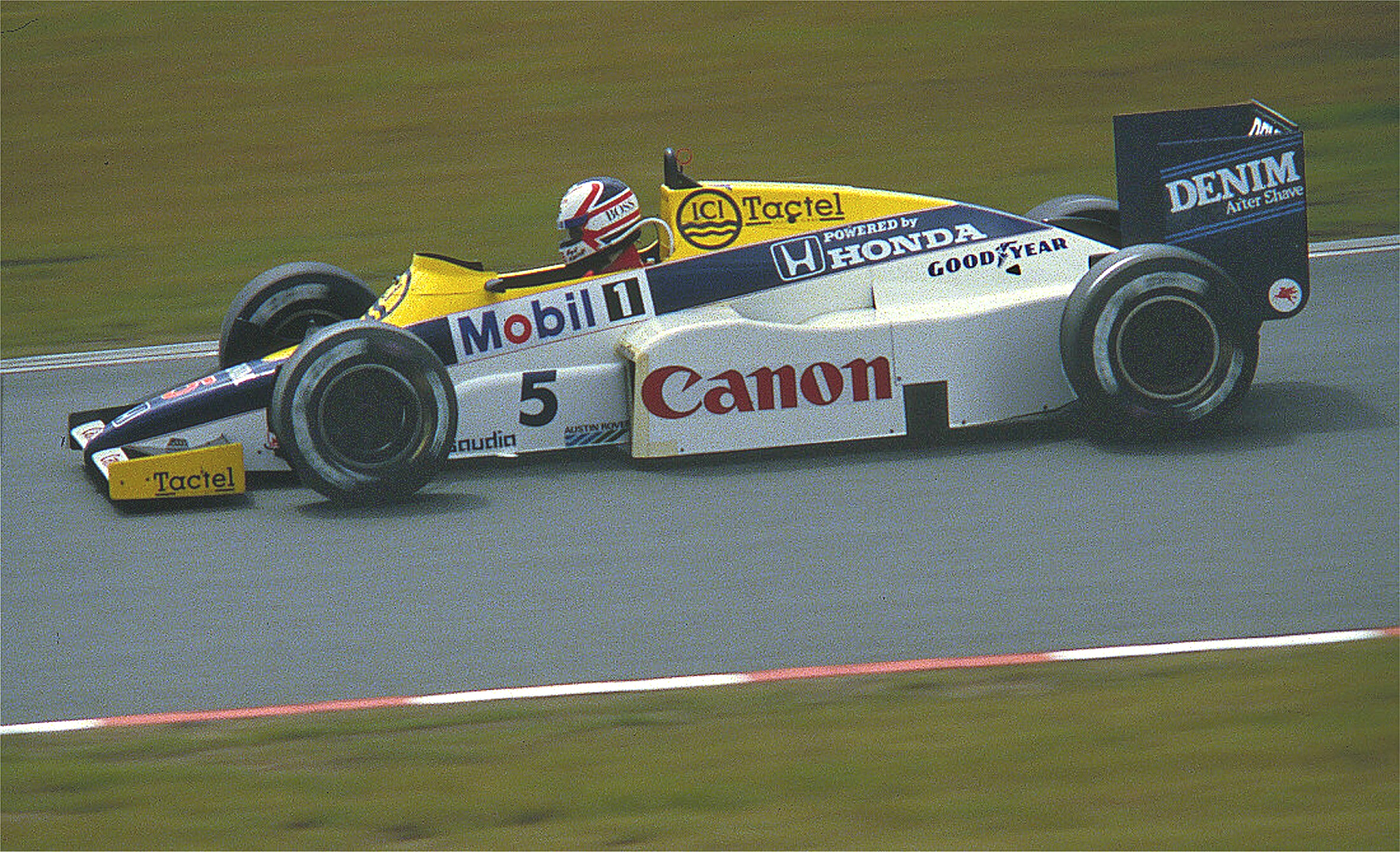
Au volant de la Williams-Honda lors du GP d'Allemagne 1985.

En 1985, Frank Williams fait appel à lui pour conduire aux côtés de Keke Rosberg dans l'écurie Williams. Au volant d'une voiture en progrès constants tout au long de la saison, Nigel termine deuxième au GP de Belgique sur le Circuit de Spa-Francorchamps puis signe la première victoire de sa carrière en 72 départs lors du GP d'Europe sur le Circuit de Brands Hatch au Royaume-Uni. Il enlève dans la foulée une deuxième victoire au GP d'Afrique du Sud sur le Circuit de Kyalami près de Johannesbourg. Alors que le petit monde de la F1 avait longtemps considéré Mansell comme un pilote de second plan, ces succès contribuent à infléchir positivement son image.
Confirmation en 1986, où Mansell prend l'ascendant sur son nouvel équipier Nelson Piquet (pourtant plus réputé que lui et qui fut deux fois champion du monde en 1981 et en 1983) et manque d'un souffle le titre mondial. Il s'en faut d'une crevaison à 19 tours de l'arrivée de l'ultime Grand Prix de la saison en Australie pour que Mansell laisse échapper à Prost un titre qui lui semblait acquis.
Mansell n'est guère plus heureux en 1987, où malgré des performances souvent supérieures, il est battu par Piquet, plus régulier que lui. Dans un ultime effort pour rattraper son retard au championnat sur Piquet, Mansell est même victime d'une grave sortie de piste lors des essais de l'avant-dernier GP de la saison au Japon, qui l'oblige à déclarer forfait pour la fin de saison.
En 1988, Williams perd le bénéfice du moteur V6 Honda  Turbo et doit se rabattre sur un moteur V8 Judd CV  atmosphérique. S'ensuit logiquement une saison morne au cours de laquelle Nigel ne termine que deux courses sur les quatorze où il est inscrit, une varicelle lui en ayant fait rater deux autres. Cependant, il décroche sous la pluie une magnifique seconde place et le tour le plus rapide lors du Grand Prix de Grande-Bretagne.
En 1989, Mansell devient le dernier pilote Ferrari à avoir été personnellement sélectionné par Enzo Ferrari. Chez Ferrari, où les tifosi le surnomment il leone (le lion) en raison de son style de pilotage agressif et flamboyant, Mansell s'impose dès sa première apparition au Brésil, et se coupe au doigt en soulevant le trophée du vainqueur dont les arêtes sont particulièrement aiguisées, trébuchant même du podium à cause de la douleur. Mais le reste de la saison est marqué par d'innombrables problèmes de boîte de vitesses (Ferrari était en train de développer une révolutionnaire boîte de vitesses semi-automatique) et même par une disqualification suivie d'une suspension d'une course à l'issue du GP du Portugal. Ce jour-là, disqualifié pour une manœuvre illicite dans les stands (une marche arrière), Mansell ignora volontairement le drapeau noir agité par les commissaires avant de s'en aller accrocher Ayrton Senna. Mais il termine tout de même quatrième au championnat grâce à une seconde victoire en Hongrie, succès obtenu malgré une lointaine douzième place sur la grille de départ, position normalement rédhibitoire sur un tracé aussi tortueux que le Hungaroring.
La saison 1990 est plus délicate. Régulièrement dominé par son nouvel équipier Alain Prost, Mansell est dépité, malgré deux beaux doublés derrière Prost à Mexico et à Jerez. Il va même jusqu’à annoncer sa retraite sportive à l'issue du GP de Grande-Bretagne, marqué par un cruel abandon après pourtant une magnifique pole position (la seconde en une semaine après celle au Paul-Ricard). Il fait encore des siennes de nouveau à Estoril, où parti de la pole position, il enferme Prost, son propre coéquipier, au départ (la première ligne est alors entièrement Ferrari) en le coinçant contre le mur. Sa manœuvre, surnommée « la trahison de Mansell », coûte ce jour-là peut-être le titre au Français pour sa première année chez Ferrari. Mansell remporte finalement ce Grand Prix (16e victoire et unique succès en 1990), arrêté avant la fin à la suite de l'accident de l'Italien Alex Caffi sur Arrows-Ford. Finalement, le Britannique renonce rapidement à ses velléités de retraite et ne résiste pas à l'appel du pied de son ancienne écurie Williams.

### La consécration

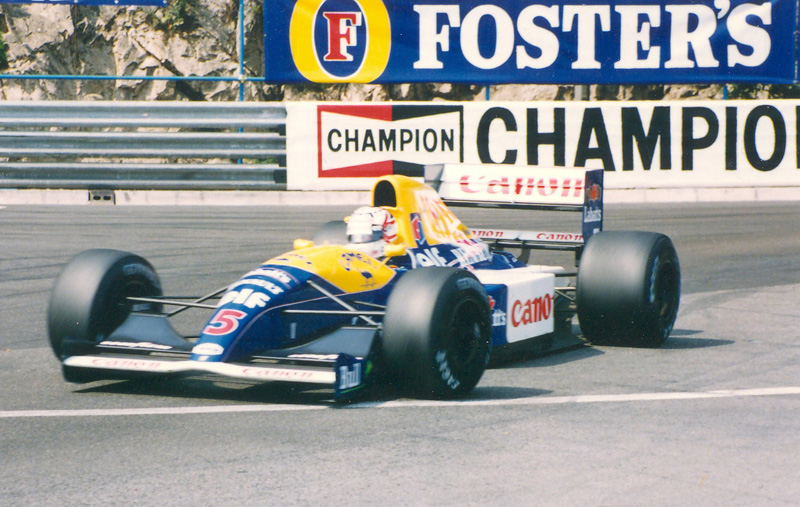
Nigel Mansell pilote la Williams-Renault dans les rues de Monaco, le 12 mai 1991. Il se classe 2e derrière Ayrton Senna.

Sa seconde collaboration avec Williams sera encore plus fructueuse que la première. De retour dans la familière voiture marquée du numéro 5 rouge, Mansell remporte cinq victoires en 1991, dont la plus mémorable est celle obtenue en Espagne à l'issue notamment d'une célèbre ligne droite avalée roue contre roue avec Ayrton Senna. Mais le Britannique est quelque peu irrégulier dans ses performances, commettant certaines erreurs dont la plus célèbre demeure celle survenue lors du dernier tour du Grand Prix du Canada, sur le circuit Gilles-Villeneuve. Mansell domine aisément la course, jusqu'à la dernière épingle, où il entreprend de saluer la foule, bras gauche levé, "oubliant" ainsi de rétrograder. La Williams aborde le virage à faible allure, mais en sixième vitesse, ce qui provoque le calage du moteur Renault. Incapable de relancer sa machine à temps, Nigel voit la Benetton Ford de Nelson Piquet lui souffler la victoire, et finira même à la sixième place. Le pilote britannique ne pourra empêcher Senna de remporter en fin d'année un troisième sacre mondial, et devra se contenter pour la troisième fois du titre honorifique de vice-champion du monde.
Mansell prend sa revanche de la plus éclatante des façons en 1992. Au volant d'une Williams-Renault il est vrai largement supérieure à la concurrence (notamment grâce à des aides au pilotage particulièrement sophistiquées), il remporte 9 courses, ce qui est le record à cette époque, décroche 14 pole positions (record qui n'est battu qu'en 2011 où le nombre d'épreuves est passé à dix-neuf au lieu de seize) et s'adjuge le titre mondial dès le mois d'août au Grand Prix de Hongrie. Il gagne le Trophée Segrave, décerné par le Royal Automobile Club.
Mais malgré cette saison parfaite, ses rapports avec son équipe tournent à l'orage. À tel point que vexé de devoir subir une réduction de salaire (un comble pour un nouveau champion du monde) ainsi que l'arrivée à ses côtés d'Alain Prost (un mauvais souvenir pour Mansell, Prost l'ayant dominé en 1990 chez Ferrari), il claque purement et simplement la porte de la Formule 1 à l'issue de la saison.

### Exil et retour

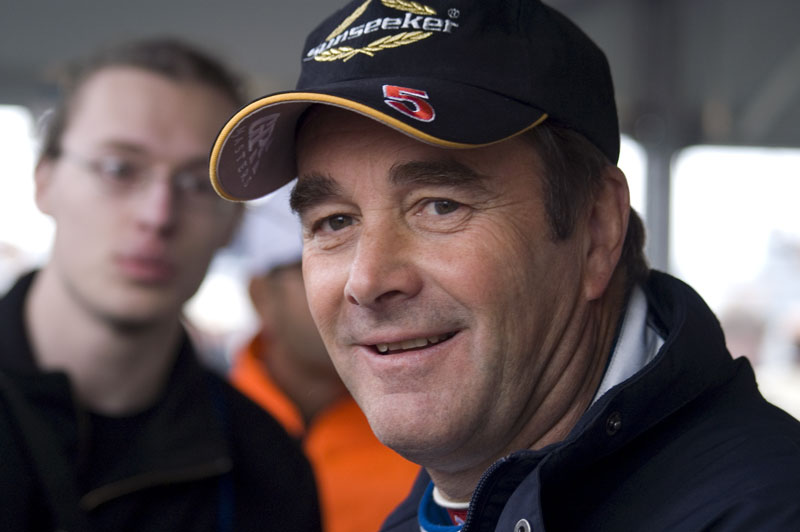
Nigel Mansell en 2007.

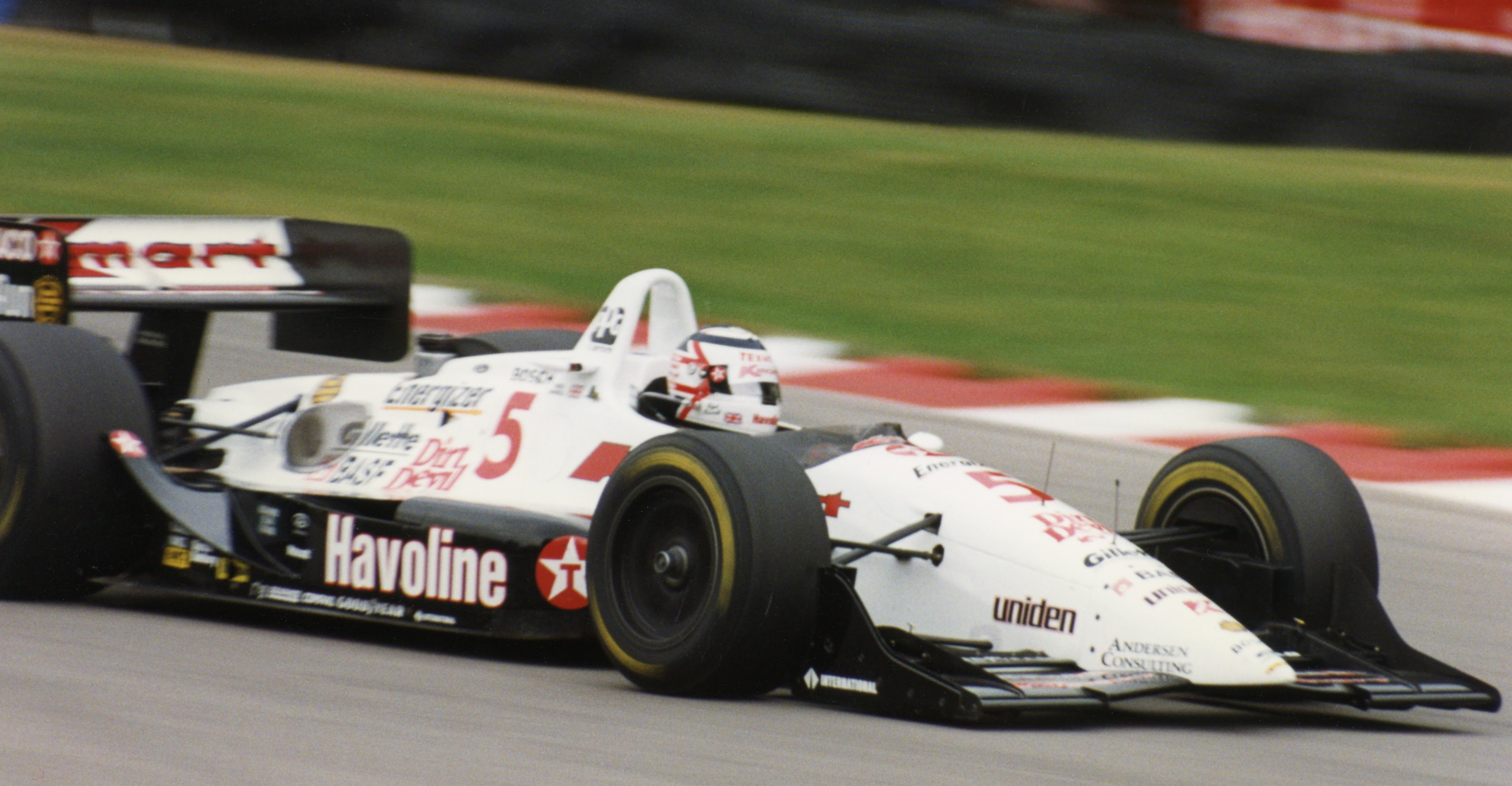
En 1993, dans le championnat CART sur la monoplace du Newman/Haas Racing.

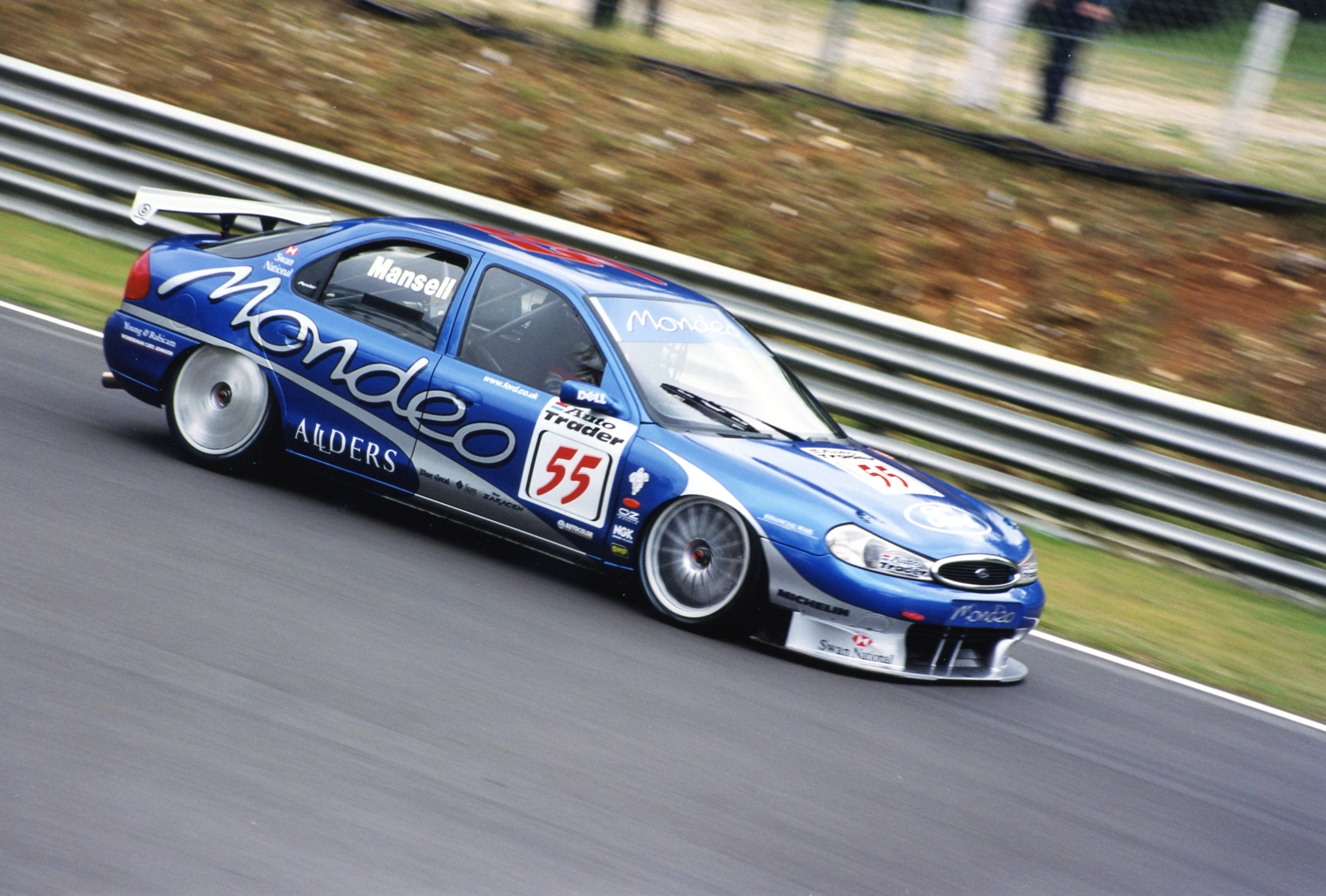
La Ford Mondeo de Mansell lors du championnat britannique de tourisme 1998, à Brands Hatch.

Mansell trouve refuge en 1993 dans le championnat CART aux États-Unis, au sein de l'écurie Newman/Haas Racing. Il ne tarde pas à se mettre en évidence, remportant la première course de la saison sur le tracé urbain de Surfer's Paradise en Australie. Malgré une première expérience douloureuse (un crash très violent à Phoenix), Mansell domine ses adversaires et se fait également une spécialité des courses disputées sur tracé ovale et rate de peu la victoire aux 500 Miles d'Indianapolis. Avec cinq victoires dans la saison, il remporte le championnat pour sa toute première participation et gagne à nouveau le Trophée Segrave.
En raison d'un matériel moins performant, la saison 1994 s'avère plus délicate, avec trois podiums, à Phoenix, Long Beach et Cleveland. À cela s'ajoute une certaine dispersion puisque Mansell est rappelé par le monde de la Formule 1 après la mort de Senna. À la demande pressante de Renault et de Bernie Ecclestone, Mansell reprend le volant de la Williams à l'occasion du Grand Prix de France, puis remporte l'ultime course de la saison en Australie ; il reste le dernier pilote ayant atteint la quarantaine à avoir gagné une course. Malgré ce succès, Williams préfère miser, pour la saison 1995, sur le jeune Britannique David Coulthard, également auteur de performances probantes sur la Williams.
Pour la saison 1995, Mansell signe avec l'écurie McLaren mais l'affaire tourne à la farce lorsque l'équipe annonce en début de saison que le pilote britannique est trop corpulent pour se glisser dans l'habitacle de la voiture. Après avoir dû faire l'impasse sur le début de saison, Mansell reprend du service au Grand Prix de Saint-Marin, au volant d'une monoplace modifiée ; après deux courses calamiteuses, il met fin à sa collaboration avec McLaren.
Mansell tente vaguement un retour en décembre 1996 en participant à des essais privés pour le compte de l'écurie Jordan Grand Prix-Peugeot en vue d'un éventuel engagement pour 1997. Sur le circuit de Barcelone, il boucle quarante-neuf tours et son meilleur temps est à trois dixièmes de seconde du novice Ralf Schumacher, qui avait toutefois déjà testé la Jordan. Mansell décide finalement de ne pas poursuivre en Formule 1. Il effectue un bref retour à la course, en 1998, aux 24 heures de Chamonix (course sur glace) puis pour six apparitions dans le British Touring Car Championship au volant d'une Ford Mondeo.
Il fait son retour sur les pistes en 2005 et en 2006, en disputant le Grand Prix Masters, en compagnie d'anciennes gloires de la Formule 1. Il remporte la manche d'ouverture de ce championnat, à Kyalami (Afrique du Sud) ainsi que la manche suivante, au Qatar.
Le 4 février 2010, lors de la conférence de presse de présentation de l'épreuve, Nigel Mansell fait part de sa participation à l'édition 2010 des 24 Heures du Mans au volant d'une Ginetta-Zytek avec ses deux fils au sein du Beechdean Mansell Motorsport, alors qu'il va terminer convenablement avec la première moitié des arrivants les 8 Heures du Castellet à la mi-avril dans cette équipe familiale (en Le Mans Series). L'aventure est de courte durée, puisqu'il effectue une sortie de piste après vingt minutes de course, causée par une crevaison lente du pneu arrière gauche.

## Résultats en championnat du monde de Formule 1
| Saison | Ecurie                                  | Châssis    | Moteur                       | Pneus             | GP disputés | Victoires | Pole positions | Meilleurs tours | Points | Classement |
| ------ | --------------------------------------- | ---------- | ---------------------------- | ----------------- | ----------- | --------- | -------------- | --------------- | ------ | ---------- |
| 1980   | Team Essex Lotus                        | 81B        | Cosworth V8                  | Goodyear          | 2           | 0         | 0              | 0               | 0      | n.c.       |
| 1981   | Team Essex Lotus John Player Team Lotus | 81B 87     | Cosworth V8 Cosworth V8      | Michelin Goodyear | 13          | 0         | 0              | 0               | 8      | 14e        |
| 1982   | John Player Team Lotus                  | 87B 91     | Cosworth V8                  | Goodyear          | 13          | 0         | 0              | 0               | 7      | 14e        |
| 1983   | John Player Team Lotus                  | 92 94T     | Cosworth V8 Renault V6 turbo | Pirelli           | 15          | 0         | 0              | 1               | 10     | 12e        |
| 1984   | John Player Team Lotus                  | 95T        | Renault V6 turbo             | Goodyear          | 16          | 0         | 1              | 0               | 13     | 9e         |
| 1985   | Canon Williams Honda Team               | FW10       | Honda V6 turbo               | Goodyear          | 15          | 2         | 1              | 1               | 31     | 6e         |
| 1986   | Canon Williams Honda Team               | FW11       | Honda V6 turbo               | Goodyear          | 16          | 5         | 2              | 4               | 72     | 2e         |
| 1987   | Canon Williams Honda Team               | FW11B      | Honda V6 turbo               | Goodyear          | 14          | 6         | 8              | 3               | 61     | 2e         |
| 1988   | Canon Williams Team                     | FW12       | Judd V8                      | Goodyear          | 14          | 0         | 0              | 1               | 12     | 9e         |
| 1989   | Scuderia Ferrari SpA SEFAC              | 640        | Ferrari V12                  | Goodyear          | 15          | 2         | 0              | 3               | 38     | 4e         |
| 1990   | Scuderia Ferrari SpA                    | 641        | Ferrari V12                  | Goodyear          | 16          | 1         | 3              | 3               | 37     | 5e         |
| 1991   | Canon Williams Team                     | FW14       | Renault V10                  | Goodyear          | 16          | 5         | 2              | 6               | 72     | 2e         |
| 1992   | Canon Williams Team                     | FW14B      | Renault V10                  | Goodyear          | 16          | 9         | 14             | 8               | 108    | Champion   |
| 1994   | Rothmans Williams Renault               | FW16 FW16B | Renault V10                  | Goodyear          | 4           | 1         | 1              | 0               | 13     | 9e         |
| 1995   | Marlboro McLaren Mercedes               | MP4/10B    | Mercedes V10                 | Goodyear          | 2           | 0         | 0              | 0               | 0      | n.c.       |

## Victoires en Championnat du monde de Formule 1
| #  | Année | Manche | Grand Prix      | Circuit           | Écurie           | Voiture |
| -- | ----- | ------ | --------------- | ----------------- | ---------------- | ------- |
| 1  | 1985  | 14/16  | Europe          | Brands Hatch      | Williams-Honda   | FW10    |
| 2  | 1985  | 15/16  | Afrique du Sud  | Kyalami           | Williams-Honda   | FW10    |
| 3  | 1986  | 05/16  | Belgique        | Spa-Francorchamps | Williams-Honda   | FW11    |
| 4  | 1986  | 06/16  | Canada          | Montréal          | Williams-Honda   | FW11    |
| 5  | 1986  | 08/16  | France          | Le Castellet      | Williams-Honda   | FW11    |
| 6  | 1986  | 09/16  | Grande-Bretagne | Brands Hatch      | Williams-Honda   | FW11    |
| 7  | 1986  | 14/16  | Portugal        | Estoril           | Williams-Honda   | FW11    |
| 8  | 1987  | 02/16  | Saint-Marin     | Imola             | Williams-Honda   | FW11B   |
| 9  | 1987  | 06/16  | France          | Le Castellet      | Williams-Honda   | FW11B   |
| 10 | 1987  | 07/16  | Grande-Bretagne | Silverstone       | Williams-Honda   | FW11B   |
| 11 | 1987  | 10/16  | Autriche        | Österreichring    | Williams-Honda   | FW11B   |
| 12 | 1987  | 13/16  | Espagne         | Jerez             | Williams-Honda   | FW11B   |
| 13 | 1987  | 14/16  | Mexique         | Mexico            | Williams-Honda   | FW11B   |
| 14 | 1989  | 01/16  | Brésil          | Jacarepagua       | Ferrari          | 640     |
| 15 | 1989  | 10/16  | Hongrie         | Hungaroring       | Ferrari          | 640     |
| 16 | 1990  | 13/16  | Portugal        | Estoril           | Ferrari          | 641     |
| 17 | 1991  | 07/16  | France          | Magny-Cours       | Williams-Renault | FW14    |
| 18 | 1991  | 08/16  | Grande-Bretagne | Silverstone       | Williams-Renault | FW14    |
| 19 | 1991  | 09/16  | Allemagne       | Hockenheim        | Williams-Renault | FW14    |
| 20 | 1991  | 12/16  | Italie          | Monza             | Williams-Renault | FW14    |
| 21 | 1991  | 14/16  | Espagne         | Barcelone         | Williams-Renault | FW14    |
| 22 | 1992  | 01/16  | Afrique du Sud  | Kyalami           | Williams-Renault | FW14B   |
| 23 | 1992  | 02/16  | Mexique         | Mexico            | Williams-Renault | FW14B   |
| 24 | 1992  | 03/16  | Brésil          | Interlagos        | Williams-Renault | FW14B   |
| 25 | 1992  | 04/16  | Espagne         | Barcelone         | Williams-Renault | FW14B   |
| 26 | 1992  | 05/16  | Saint-Marin     | Imola             | Williams-Renault | FW14B   |
| 27 | 1992  | 08/16  | France          | Magny-Cours       | Williams-Renault | FW14B   |
| 28 | 1992  | 09/16  | Grande-Bretagne | Silverstone       | Williams-Renault | FW14B   |
| 29 | 1992  | 10/16  | Allemagne       | Hockenheim        | Williams-Renault | FW14B   |
| 30 | 1992  | 14/16  | Portugal        | Estoril           | Williams-Renault | FW14B   |
| 31 | 1994  | 16/16  | Australie       | Adelaide          | Williams-Renault | FW16    |

## Résultats en CART
| Année | Voiture   | Équipe             | Victoires | Résultat |
| ----- | --------- | ------------------ | --------- | -------- |
| 1993  | Lola-Ford | Newman/Haas Racing | 5         | Champion |
| 1994  | Lola-Ford | Newman/Haas Racing | 0         | 8e       |

## Résultats aux500 milesd'Indianapolis
| Année | Voiture   | Équipe             | Qualification | Résultat      |
| ----- | --------- | ------------------ | ------------- | ------------- |
| 1993  | Lola-Ford | Newman/Haas Racing | 8e            | 3e            |
| 1994  | Lola-Ford | Newman/Haas Racing | 7e            | 22e (abandon) |

## Résultats aux 24 Heures du Mans
| Année | Voiture             | Équipe                       | Équipiers                  | Résultat |
| ----- | ------------------- | ---------------------------- | -------------------------- | -------- |
| 2010  | Ginetta-Zytek GZ09S | Beechdean Mansell Motorsport | Greg Mansell / Leo Mansell | Abandon  |

## Palmarès
- Champion du monde de Formule 1 1992.
- Champion du monde de CART en 1993.

## Divers
- Mansell a remporté le prix de la personnalité sportive de l'année attribué par la BBC à deux reprises, en 1986 et 1992. Il est l'une des trois personnes à avoir reçu deux fois cet honneur (dont Damon Hill peu après).
- Nigel est marié avec Rosanne depuis 1975. Le couple a eu trois enfants dont deux garçons (Leo et Greg) qui ont entamé en 2006 une carrière dans le sport automobile. En 2008, ils pilotaient en Champ Car Atlantic.
- Nigel Mansell est aussi un pilote plein d'humour et de gaffes hors de la voiture, ce qui lui donne une certaine notoriété dans le domaine.
  - Au Grand Prix d'Autriche en 1987, en se rendant sur le podium il s'assomme avec une barre métallique.
  - Au Grand Prix du Brésil en 1989, alors qu'il a gagné la course, il s'entaille un doigt avec sa coupe.
  - Il lui est arrivé à plusieurs reprises de poursuivre des journalistes en courant.